# Stráž nad Nisou
Pour les articles homonymes, voir Stráž.
Stráž nad Nisou (précédemment : Starý Habendorf ; en allemand : Althabendorf ou Alt Habendorf, Alt-Habendorfest ) est une commune du district et de la région de Liberec, en Tchéquie. Sa population s'élevait à 2 394 habitants en 2021.

## Géographie
Stráž nad Nisou se trouve au point de confluence entre la Černá Nisa et la Lužická Nisa (Neisse de Lusace, c'est-à-dire la Neisse), à 4 km au nord-ouest du centre de Liberec et à 90 km au nord-est de Prague.
Le territoire de la commune forme une enclave à l'intérieur de la commune de Liberec.

## Histoire
La première mention écrite du village date de 1469.

## Transports
Par la route, Stráž nad Nisou se trouve à 4 km du centre de Liberec et à 114 km de Prague.